# Vila Nova de Paiva
Vila Nova de Paiva ('vilɐ 'nɔvɐ dɨ 'paivɐ) è un comune portoghese di 6 141 abitanti situato nel distretto di Viseu.

## Società

### Evoluzione demografica
| Popolazione di Vila Nova de Paiva (1801 – 2004) | Popolazione di Vila Nova de Paiva (1801 – 2004) | Popolazione di Vila Nova de Paiva (1801 – 2004) | Popolazione di Vila Nova de Paiva (1801 – 2004) | Popolazione di Vila Nova de Paiva (1801 – 2004) | Popolazione di Vila Nova de Paiva (1801 – 2004) | Popolazione di Vila Nova de Paiva (1801 – 2004) | Popolazione di Vila Nova de Paiva (1801 – 2004) | Popolazione di Vila Nova de Paiva (1801 – 2004) |
| ----------------------------------------------- | ----------------------------------------------- | ----------------------------------------------- | ----------------------------------------------- | ----------------------------------------------- | ----------------------------------------------- | ----------------------------------------------- | ----------------------------------------------- | ----------------------------------------------- |
| 1801                                            | 1849                                            | 1900                                            | 1930                                            | 1960                                            | 1981                                            | 1991                                            | 2001                                            | 2004                                            |
| 704                                             | 4686                                            | 6954                                            | 7400                                            | 8931                                            | 6420                                            | 6088                                            | 6141                                            | 6319                                            |

## Freguesias
- Pendilhe
- Queiriga
- Touro
- Vila Cova à Coelheira
- Vila Nova de Paiva, Alhais e Fráguas